# 装神少女まとい
『装神少女まとい』（そうしんしょうじょまとい、Matoi the Sacred Slayer）は、WHITE FOX制作による日本のテレビアニメ。2016年10月から12月まで放送された。最終回の翌週には特別編「ゆまちん、まとめました〜何も着てなくて…夏〜」が放送された。
同年7月14日に第一弾PVが公開された。WHITE FOXにとっては初の完全オリジナルアニメとなる。

## あらすじ
第1話
西暦2016年、神奈川県釜谷市に住む中学2年生の皇まといは、両親と一緒に普通に暮らすという、あたりまえの平凡な日常を望んでいた。幼少時に母の皇しおりが行方不明になってからは祖父母に育てられ、父の皇伸吾とも長らく離れて暮らしていたまといは、3か月前からようやく父との同居を始める。
まといの親友である草薙ゆまは、釜谷市にある天万神社の神主の娘で、まといと一緒に神社でバイトをしている。ゆまは、自分の先祖が退魔行をしていたことを知り、退魔行に興味を抱く。そして神社の倉庫から、退魔行のための儀式「神懸かりの儀」について書かれた秘伝書と、儀式に必要な神器（）を持ち出す。
イギリスでは、「ナイツ」と呼ばれる悪性の高次元体による事件が発生し、軍隊によるナイツ討伐が行われていたが、ナイツに対して通常の武装では歯が立たない。ナイツに対抗できる「アンチ・クリード」を擁するヴァチカンの秘密機関「ファティマ」所属のクラルス・トニトルスと上司のカリオテは、ナイツ討伐のために現地へ派遣される。2人はナイツたちの目的を探るため、このドレクという名のナイツを生かして泳がせ、ドレクを追って日本へ向かう。
神奈川県警の刑事である伸吾と部下の手塚秀夫は、釜谷市で連続発生していた怪事件の捜査を担当していた。そこへ、ナイツの事件調査のために来日していた「IATO」のエージェント、春夏・ルシエラが伸吾たちの捜査に加わる。
ルシエラは、独自の調査を元にナイツの目的地が天万神社であると推測し、伸吾を連れて天万神社へ急行する。案の定、ナイツが憑依した暴徒が天万神社を襲っており、学校帰りに一緒に神社に立ち寄ったまといとゆまは、その惨状を目にする。間もなく駆け付けた伸吾とルシエラは暴徒に立ち向かうが、ナイツの超人的な力に手も足も出ない。ゆまは、暴徒を撃退しようと、この時とばかりに神懸かりの儀を行うが、ゆまではなくまといに神と一体化する「纏創（）」の能力が宿ってしまう。暴徒はまといに襲いかかるが、纏創したまといは応戦し、ナイツを撃破する。このナイツはドレクが操っていた。
第2話
ゆまの説得で退魔活動を始めたまといは、ドレクが操るナイツが起こした銀行立てこもり事件の現場へ向かう。先に現場へ進入した伸吾を救うべく、まといは纏創して敵に向かっていくが、戦い方が分からないうえにナイツによって高次元へと連れ去られ、窮地に陥る。そこへクラルスが現れ、圧倒的な力でナイツを倒す。クラルスは、なぜまといが纏創の力を持っているのかを問い質す。
第3話-第4話

ルシエラは、まといの正体を探るべく、家庭教師としてまといとゆまに近づく。クラルスは、護衛と調査のためまといを監視する。
ドレクは霊能者に乗り移ったことでパワーアップし、まといの元へ直接乗り込んでくる。それをクラルスが迎え撃つが、まといたちをかばったせいもあり、劣勢に立つ。纏創したまといの援護でクラルスは盛り返すが、仇敵であるフェゴルが現れ妨害される。

過去にフェゴルによってパートナーを再起不能にされていたクラルスは、激しい憎悪に駆られてフェゴルへ攻撃を仕掛けるが、ダメージのせいもあって危機的な状況に追い込まれる。まといはゆまとクラルスを連れて高次元空間へ逃げ込む。フェゴルから隠れている間、クラルスは自らの覚悟を語るが、まといには戦う理由が見つからない。しかし、クラルスの話を聞くうちに、まといはクラルスを助けるために戦いたいと思うようになる。
クラルスはドレクを倒すが、フェゴルがまといたちを三次元へ引き摺り戻し、強力な攻撃を繰り出そうとする。まといがクラルスを助けたいと強く願うと、「八百万の神」の力が発動してフェゴルの攻撃を抑え込み、その隙にクラルスがフェゴルを倒す。
第5話
宿も取らずにまといの護衛と監視を続けるクラルスを、まといは自宅へ招く。翌日、まといはゆまを呼んで、クラルスを原宿へ遊びに連れて行く。ひとしきり買い物を楽しんだ後で、ゆまはクラルスに、自分に纏創の素質があるかどうかを調べてほしいと頼む。ゆまには既に神が宿っていたが、彼女の祖父である草薙清玄が時期尚早を理由に封印していた。クラルスの神の力を使ってゆまをテストすると、封印が解かれ、ゆまの前に二柱の神が現れる。
第6話
ゆまは念願の退魔少女になれたものの、いまだ纏創が出来ずにいた。商店街に悪霊が現れたとの通報で退治に向かった退魔少女たちは、予想外の強敵に苦戦する。その結果、ナイツの攻撃によりビルの倒壊事故が発生してしまう。ようやく纏創に成功したゆまの参戦により、ナイツに逆転勝利する。
クラルスは、素人のまといとゆまをナイツとの戦闘に参加させまいとしていたが、自分の油断が今回の苦戦を招いたと反省し、以後は2人を戦力と認めるようになる。
第7話-第8話

夏休みに入ったまといたちは、ルシエラの提案で砂浜と温泉のある天海神社へ遊びに行く。そこで、まといの両親とゆかりのある雨音弥生と出会う。弥生は、しおりがかつてこの神社の巫女であったことを語る。ひとときの休暇を満喫する一行だったが、肝試しの最中にナイツと遭遇する。商店街の事件の際に、伸吾から興味本位で事件に関わるな、と念を押されていたまといは、父に心配をかけたくないと思い、纏創をためらう。手強いナイツに手こずるゆまとクラルスの前へ水龍が現れ、ナイツを撃退する。ここで、弥生が水龍の神を宿した纏創者であることが明かされる。

伸吾から母の思い出を聞き、両親と一緒に暮らすという願いをいっそう強めたまといは、再び現れたナイツから弥生を救い、覚醒した力でナイツを倒す。
第9話
ナイツたちのリーダーであるセトは、新たな刺客、サフィラスとルードスを召喚する。
休暇に釜谷公園のフリーマーケットへ来ていたまといと伸吾は、サフィラスの攻撃により釜谷タワーの展望台ごと結界に閉じ込められる。結界の中で思うように力を出せないまといの元に、ゆまとクラルスが救援に駆け付け、外から結界に穴を開けると、まといは八百万の神の力で結界を破壊する。サフィラスはまといたちの攻撃で肉体に致命的なダメージを負い、最後はしおりのお守りの力で消滅する。
第10話
ファティマとIATOは、天空に出現した次元の穴が拡大しているとの情報を得る。清玄は、関係者を天万神社に招集し、この次元の穴の拡大は高次元の頂点である「頂次元」の扉が開きつつある兆候だと説明する。清玄はまといに、頂次元に行くことが可能なのは八百万の神の力を宿したまといだけであること、そしてまといの母しおりも10年前に発生した次元の穴をふさぐために頂次元へ旅立っていたことを告げる。
そのとき、ルードスがファティマの本部を襲撃してアンチ・クリードを全滅させたのち、倒されたサフィラスの仇を打つために天万神社に現れる。完全に覚醒したまといは、ルードスが潜む上位の高次元へ到達し、ルードスを倒す。消滅しかけたルードスの前に、クラルスに倒されたはずのフェゴルと、セトが現れる。フェゴルは、セトが偽物であることを告げる。
第11話-第12話（最終話）

伸吾は、退魔少女が絡んだ一連の事件の裏に、手塚が暗躍していたことを突き止める。手塚に憑依したセトの偽物は、手塚本人が何も知らないことを明かし、自身の真の目的を語る。
まといは、しおりが頂次元へ向かったのは大切な家族を守るためであることを知り、自分も大切な人を迎えに行くために頂次元へ向かう覚悟を決める。夏休みの最終日、まといはゆまとクラルスと共に頂次元へ向けて出発する。

頂次元へ向かう途中、フェゴルを始めとするナイツたちの妨害を受けるが、3人でそれらを退け、まといは頂次元へと到達する。そこには扉と一体化したしおりの姿があった。まといの強い願いは全次元の八百万の神々の力を集め、その力は次元世界の構造をも変えてしまう。しおりは解放され、皆で帰還する。任務を終えたクラルスたちは母国へと帰国する。
こうして、まといはついに長年の夢である両親との普通の暮らしを手に入れた。ところが、ナイツの残党が見つかったとの連絡が入る。退魔活動はまだ終わっていなかったのだ。
ラストシーンは、退魔活動に出かけるまといとゆまの姿と、まといの「全然普通じゃない」と叫ぶ声で結んでいる。

## 登場人物
登場人物のデータは、『月刊少女まとい』（後述）より。

### 装神少女
神を纏ってナイツと戦う少女たち。作中では彼女らを「装神少女」と呼ぶことはなく、「退魔少女」や「纏創の巫女」と呼ぶ。
皇 まとい（すめらぎ まとい）
声 - 諏訪彩花
本作の主人公。14歳で中学校2年生の少女。赤みがかかった茶色のセミロングヘアが特徴。一人称は「わたし」。
学生の時は首元に赤いリボンをつけた半袖のシャツを着用しており、緑色のスカートを履いている。
2002年5月27日生まれ、身長155.3cm、体重48kg。東京都品川区出身。
母親のしおりが消息不明のため、普段は父と二人暮らしで家事を行う傍ら、「天万神社」で巫女のアルバイトを行っている。また、長らく祖父母と暮らしていたため、父親である伸吾との接し方が余所余所しくなっているが、本心では彼をとても慕っている。両親と一緒に普通に暮らすことが、幼いころからの夢である。
神の受け入れに必要な因子を持っていたため、ゆまの行った儀式によって纏創が可能となり、退魔活動（略してタイカツ）に励むことになる。はじめて纏創した際、その容姿が母であるしおりに酷似していることを示唆する発言をしており、実際にしおりとそっくりの容姿で描かれている。また、纏創した姿は公式サイトができるほどの人気を博しており、事あるごとに写真を撮られてSNSへ投稿されているが、本人は恥ずかしさと正体が露見することへの恐怖を感じており、投稿されるのを嫌がっている。
纏創を解除するとそれまで着用していた服が消失してしまうため、退魔活動が増えるにつれて服のやりくりに困るようになり、小学校の体操着などの無くなってもよい服で纏創に臨んだり、フリマで安い服を購入したりと、服の確保に苦労している。
草薙 ゆま（くさなぎ ゆま）
声 - 大空直美
13歳で中学校1年生の少女。2つ結びをした青色の髪が特徴。一人称は「ゆまちん」。まといのことは「といちゃん」と呼び、クラルスのことは「クーちゃんさん」と呼んでいる。
まといのいとこでもある。
学生の時は首元に赤いリボンをつけた半袖のシャツを着用しており、緑色のスカートを履いている。また、シャツはスカートの中にしまっていないファッションをしている。
2003年4月4日生まれ、神奈川県釜谷市出身。若くして「天万神社」の次期巫女有力候補とされている。
天真爛漫な性格であり、いつも笑顔を絶やすことなく元気活発に行動するほか、友だちのまといを悲しませる相手には本気で怒るなど、喜怒哀楽に激しい人物である。退魔少女として有名になり、ハリウッドスターと結婚して「超セレブリティ」な人生を送ることが願い。
幼少期には既に狐の神「クウ」と狸の神「カイ」を身体に宿していたが、約10年前に祖父の清玄によって封印が施された経緯をもつ。クラルスによってその封印が解除され、纏創が可能になった。
装神少女となった後は、攻撃力に優れる狐の力と防御力に優れる狸の力を切り替えて戦うようになる。
狸の力による防御力は相当なものであり、クラルスが即席で打ち立てた作戦（茶釜に入った防御状態のゆま自身を弾として飛ばして結界を突き破る）の一環とはいえ、クラルスのバーストモードによる本気の雷撃を耐え切っている。
退魔活動の際に自分たちを「退魔ガールズ」と呼び、その名前を売り込んでいる。
クラルス・トニトルス
声 - 戸松遥
15歳でファティマに所属する「アンチ・クリード」の少女。薄い金色のロングヘアが特徴。一人称は「わたし」。
2001年3月13日生まれ。
任務の時は白と青紫が基調の西洋風の服を着用しており、白色のロングブーツを素足のまま履いている。
基本的にクールな性格で、ナイツを倒すという使命感は人一倍強く、「敵対者はどんな存在であれ倒すべき」という信条をもつ。その一方で、親しくなった存在には心を許すというやさしい一面をもつ。
アンチ・クリードを「神に代わって奇跡をおこす存在」と認識しているため、神に救いを求めたり神に祈るという行為には嫌悪感を抱いている。
約3年前、当時のパートナーにして後輩にあたるフロース・オリエンスとともにナイツを撃退していたが、そのフロースがフェゴルによって再起不能にされたことで酷く落胆し、理想論に寄り添うフロースに心を許しすぎたことや、彼女を守れなかったことを深く後悔し、ナイツおよびフェゴルを徹底的に憎悪するようになった経緯をもつ。
フロースの件で心を閉ざすようになったが、まといとゆまとの日常生活に慣れていくにつれ、徐々に2人に心を許していく。頂次元へ向かう戦いの中で、自らの友達を助けたいという真の願いに気付いて覚醒し、それによってそれまで行けなかったより高い次元に行けるようになり、神衣の鎧も黒から白に変化した。そして、それまで名前で呼ばなかったまといとゆまのことを、下の名前で呼ぶようになる。

### 皇家
皇 伸吾（すめらぎ しんご）
声 - 東地宏樹
まといの父親。6月29日生まれ、福岡県福岡市出身。神奈川県警釜谷署刑事部の刑事であり、役職は巡査部長。長い間まといと別々の暮らしをしていた。まといからは「伸吾くん」と呼ばれており、伸吾も気にしていない。警官だけあり、格闘術の心得があるが、超人的な魔物相手には流石に通用しなかった。愛車は日産・レパード F31型。
皇 しおり（すめらぎ しおり）
声 - 甲斐田ゆき
消息不明のまといの母親でゆまの叔母。まといと伸吾と弥生は、まといの纏創した姿がしおりの容姿と瓜二つであることを示唆する発言をしている。
元は天海神社の巫女であり、旧姓は草薙。物語開始の15年前に伸吾と出会い、互いに一目惚れし巫女を辞め結婚した。

### 天万神社
草薙 拓人（くさなぎ たくと）
声 - 置鮎龍太郎
ゆまの父親で天万神社の神主を務めている。12月25日生まれ、神奈川県釜谷市出身。天万神社を「縁結び神社」として宣伝し、多くの参拝者を集めている。
皇しおりの兄弟で、まといの叔父でもある。
天万神社の来客にはノリが良く接客する神主である。いい歳してチャラ男のような態度をしており、自らは妻子持ちなのに女性客にナンパを仕掛けるなどしている。
商魂たくましく、天万神社の御利益で縁結びを全面に押し出している。
天装の巫女を送るというつらい役目である草薙一族の長になるのを拒否している優しい面もある。
リーゼントヘアーをしている。
草薙 智香（くさなぎ ともか）
声 - 松尾絵那
ゆまの母親、天万神社の宮司を務めている。6月10日生まれ、神奈川県横浜市出身。
夫・拓人が強引に推し進めている「縁結び神社」にも反対することなく積極的に協力するなどよき理解者である。
大人しめの容姿と異なり非常に気が強い性格。拓人がルシエラに鼻の下を伸ばしている事を知った際は実力行使を以って制裁した。
草薙 清玄（くさなぎ せいげん）
声 - 有本欽隆
ゆまの祖父で天万神社の元宮司。1月1日生まれ、神奈川県釜谷市出身。10年前、ゆまの神が出現した際、時期尚早と考え封印を施した。
娘のしおりだけでなく孫のまといまで天界へ退魔に派遣するという苦渋の決断を行った際にゆまに非難され、叩かれる役回りとなる。

#### 天海神社
吾妻 あずみ（あずま あずみ）
声 - 新谷真弓
天海神社の神主。年齢は70歳を超えている。イケメンが好きなので、カリオテには優しく接するが、ルシエラには厳しい。そのためルシエラから「ババア」呼ばわりされている。一方で、女の子（子供）にも非常に優しく、弥生のプロポーションを認めたうえで「せっかくなんだから年頃の女の子として生きなさい」と幸せを諭した。
自分のことを「あずちん」と呼び、他人にも同じように呼ばせており、そのように呼ばないと返事をしない事すらある。
雨音 弥生（あまね やよい）
声 - 高垣彩陽
天海神社の巫女。6月16日生まれ、三重県伊勢市出身。
生まれ持った神懸かりの能力により、水龍の神を宿した纏創者である。巫女の見習いだった頃に、しおりから薫陶を受けている。

### IATO
国際犯罪対策条約機構。通称は「IATO」。主に「ナイツ」の調査および対策の立案を任務としている。
春夏・ルシエラ（はるか・ルシエラ）
声 - 川澄綾子
IATOの「超常犯罪科学捜査研究所」に所属するエージェント。一部のみ赤色に染めた金色のセミロングヘアが特徴。一人称は「わたし」。
色つき眼鏡をかけたスタイル抜群の美女で、胸元を大きく露出した青紫色のフリルブラウスに白いスカートスーツを着用し、タイツに黒いパンプスを履いている。細長い楕円体の耳飾りと、それと同じような形のペンダントトップが付いたチョーカーを着けている。
1988年7月31日生まれ、フランス出身。愛車はフィアット・500。
表向きはクールビューティとして振る舞い、基本的には得をしないことを避ける性格だが、面倒見がいいという一面をもつ。
比較的、遠い距離からナイツに銃弾を当てるなど、射撃能力は優れている（ただし、銃弾ではナイツにあまり効果がない）。
まといの正体を探るためにまといとゆまの家庭教師を始めたが、それ以降も家庭教師として2人と交流を続けている。2人からは「ルシエラ先生」と呼ばれている。

### ファティマ
イタリアにあるヴァチカン直属の秘密専門機関。主に「悪魔祓い」と「ナイツ」の調査および撃退を任務としている。
カリオテ
声 - 檜山修之
クラルスの上司の男性司祭。
日本の文化に疎いのか、日本滞在中、ラブホテルを潜伏先にしていてルシエラに平手打ちをくらった。
クラルスのことを誰よりも大切に思っている節があり、彼女がまとい達に海に連れ出される姿を見て微笑む一面もある。
フロース・オリエンス
声 - 佐藤聡美
3年前、クラルスのパートナーを半年の間だけ務めていた「アンチ・クリード」の少女。敵に非情なクラルスとは対照的に心優しく慈悲深い性格で、「自我を持つナイツたちとも分かり合えるはず」という和平の可能性をクラルスに訴えていた。しかし、クラルスたちが目を離していた隙に単独でフェゴルの下へ向かい交渉を試みるが、その純粋な想いを一蹴する残忍な彼の大技をまともに浴び、一命は取り留めたものの昏睡状態に至り、纏創の力も失った。最終話で日本から帰国したクラルスが看取る前で微かに手を動かしている。

### その他の人々
手塚 秀夫（てづか ひでお）
声 - 阿部敦
伸吾の部下で神奈川県警刑事部所属。2月5日生まれ、神奈川県横浜市出身。伸吾からは「ポチ」と呼ばれている。ルシエラのような、スタイル抜群のセクシーな女性が大好き。ルシエラとの初対面時に「パツキンだ」と発言するなど、どこか単純で子供っぽい一面がある。

### ナイツ（ハイ・ナイツ）
セト
ハイ・ナイツのリーダー格である男性怪人。緑色の怪物のような姿をしている。
すべての次元を統一することを目的に掲げ、その目的を達成させるために超次元を解放しようと目論む。また、まといの体内に宿る強力な「レガリア」も求めており、彼女を襲うようハイ・ナイツたちに指示を下している張本人でもある。
実はすでに何者かによって倒されており、現在のセトは何者が変装していた偽物である。
ドレク
声 - 不明
ハイ・ナイツの一員である男性怪人。1つ目と巨大な右腕が特徴で、緑色の怪物のような姿をしている。会話はあまりしない。
次々に憑依する対象を変えるため、他のハイ・ナイツたちのような固有の人間の姿では描写されない。
物語序盤の怪事件には、全てこのナイツが関与している。
フェゴル
声 - 岩崎征実
ハイ・ナイツの一員である男性怪人。化粧をした顔に肥満の体格が特徴。一人称は「オレ」。
紫が基調のコートを着用し、紫のシルクハットをかぶり、複数のベルトを身体に巻きつけている。また、ステッキを常時携帯している。本来は1つの目をもつ細身の黒い怪物のような姿をしている。
表向きは陽気な紳士として振る舞っているが、本性は残虐にして冷酷であり、悪事を行うことを楽しむという邪悪さをもつほか、薄ら笑いをしながら相手を弄ぶ陰湿な一面をもつ。
何人もの「アンチ・クリード」を倒してきた実力者であり、「クリード・キラー」という異名をもつ。また、クラルスのパートナーであったフロース・オリエンスを再起不能に追いやった張本人であり、クラルスの宿敵である。
高重力をあやつる攻撃が得意であり、相手の場所の重力だけを強める能力のほかに、強力なエネルギー攻撃を行ったり、シールドを張ることもできる。また、ステッキを用いて攻撃することもある。
サフィラス
声 - 大原さやか
ハイ・ナイツの一員である女性怪人。薄い紫色のロングヘアに抜群のスタイルが特徴。一人称は「わたし」。
赤を基調とした短めの上着をはおり、黒色のボディスーツを着用している。本来は浮遊した青い怪物のような姿をしている。
基本的には優雅に振る舞っているが、悪事を行うことに躊躇しない一面をもつほか、セトの指示には迷惑気味に感じている。また、「八百万の天敵」という異名をもつ実力者でもある。
吹雪をあやつる攻撃が得意であり、周囲一帯を凍らせて特殊な結界を生みだすこともできる。
ルードス
声 - 浅沼晋太郎
ハイ・ナイツの一員である男性怪人。銀色の短髪に褐色の肌が特徴。一人称は「ボク」。
身体中を覆っている黒が基調の服を着用している。本来は背中に2体の悪魔の翼を生やした赤い怪物のような姿をしている。
基本的には寡黙な性格であるが、想定外の事態には感情的になる傾向にあるほか、殉職したサフィラスを悔やむという仲間想いな一面もみせる。その一方で、まといたちが暮らす次元を「低次元」と称して見下し、自分たちの世界を守ろうとするまといたちを「歪んだ世界に執着する低次元人」と称して憎悪している。
炎をあやつる攻撃が得意であり、ゆまとクラルスを同時に相手にしても圧倒するほどの能力をもつ。

## 用語
ここではアニメで頻出する用語を説明する。
高次元
本作における世界観の概念に存在する次元。まといたち主要の人間たちが存在している三次元よりも、より高度な次元に位置する異空間の総称。文明と呼べるような景観はなく、どの次元も不気味な色をした砂漠や岩山の荒れ地とマーブル模様の空で覆われている。理論上では最高で二十四次元まであると言われており、それらの頂点にある次元を「頂次元」と呼ぶ。
高次元体
高次元に由来する生命体。一般に三次元の人間界では「神」や「悪霊（後述のナイツ）」と同一視されている。本来いるべき高次元より下級の三次元に干渉し、三次元自体の法則では不可能な事象を起こす。基本的に普通の人間には不可視で、纏創者など高次元体に干渉した人物しか認識できない。
神懸かり（かみがかり）
皇まといの親友・草薙ゆまの一族、つまり「天万神社」に仕える神主一族に先祖代々受け継がれてきたとされる、神を人の身体に降ろす儀式。儀式に必須なものは、神器と舞。神を受け入れるための因子を持った人のみに降りる。
纏創（てんそう）
神懸かりによって人と神（高次元体）とが一体化した状態。
纏創することにより、超人的な力を発揮し、退魔活動を可能とする。神衣を纏うほか、その外見に変化を生じることもある。顔が隠れたりはしないが、この状態では正体を知られる恐れはない。
着用していた衣服は纏創する際に神衣に変換されるが、纏創を解除しても復元せずに神衣ごと消失してしまい、纏創者は全裸になる。部分的に纏創を解除した場合は、服の一部が脱げた状態になる。
ファティマ
イタリア・ヴァチカンの特殊機関。クラルスやカリオテが所属している組織。
ナイツ
高次元体の中でも悪性の種族。「悪霊」とも呼ばれる。本来の姿は不気味な色合いをした怪物で、人間に憑依して行動することが多い。種類は千差万別で、知性を持たない個体もあるが、とくに強大な力と知性を持ったナイツは「ハイ・ナイツ」と呼ばれ、独自の団体を形成している。
BR
ナイツが現れた際に検知される物質。
カエルムの門
高次元空間と現実世界を繋ぐ門。

## スタッフ
- 原作 - BOWI
- 監督 - 迫井政行
- シリーズ構成・脚本 - 黒田洋介
- 設定考証 - 白土晴一
- キャラクターデザイン・総作画監督 - 戸田麻衣
- イメージボード - コレサワシゲユキ、灯夢
- プロップデザイン - 岩畑剛一、鈴木典孝
- 美術設定 - 青木薫
- 美術監督 - 高峯義人
- 色彩設計 - 佐藤美由紀
- 撮影監督 - 染谷和正
- 3Dディレクター・モデリング - 相馬洋
- 編集 - 後藤正浩
- 音響監督 - 山口貴之
- 音楽 - 加藤達也
- 音楽制作 - ランティス
- 音楽プロデューサー - 吉江輝成
- チーフプロデューサー - 藤澤宜彦
- プロデューサー - 中路亮輔、吉江輝成、高橋知子、金庭こず恵、駒木根徹、石垣毅、永谷敬之、林俊安、岩佐岳
- アニメーションプロデューサー - 吉川綱樹
- プロデュース - インフィニット
- アニメーション制作 - WHITE FOX
- 製作 - まとい製作委員会（バンダイビジュアル、ランティス、日本アドシステムズ、ムービック、KBS京都、キュー・テック、インフィニット、メディコス・エンタテインメント）

## 主題歌
「蝶結びアミュレット」
Mia REGINAによるオープニングテーマ。作詞は真崎エリカ、作曲は桑原聖、編曲は山本恭平。
第6話のオープニングアニメーションは「装神少女ゆまちん」とタイトルを強引に変え、ゆまの出番を無理やり増やしたコミカルな内容となっており、オープニングの開始直前と終了直後には視聴者へのメタフィクション要素を含んだ台詞やカットも挿入されている。
第12話ではエンディングで使用。
「My Only Place」
スフィアによるエンディングテーマ。作詞は結城アイラ、作曲・編曲は高橋諒。
「笑う神には福来たる！」
皇まとい（諏訪彩花）と草薙ゆま（大空直美）による第13話挿入歌。作詞は真崎エリカ、作曲は桑原聖（Arte Refact）、編曲は酒井拓也（Arte Refact）。

## 各話リスト
| 話数    | サブタイトル                                | 絵コンテ       | 演出           | 作画監督                                                                                              |
| ------- | ------------------------------------------- | -------------- | -------------- | --- |
| #01     | 私、神懸かってます                          | 迫井政行       | 迫井政行       | 戸田麻衣                                                                                              |
| #02     | 神様、纏いました                            | 迫井政行       | 荒井省吾       | 木宮亮介、加藤明日美                                                                                  |
| #03     | 神様は知らんぷり                            | 迫井政行       | 武市直子       | 相澤秀亮、齋藤雅和                                                                                    |
| #04     | 彼女の覚悟と私の理由                        | 迫井政行       | 土屋浩幸       | 中田正彦                                                                                              |
| #05     | 特別な普通                                  | 島津裕行       | 平向智子       | 永吉隆志、中山みゆき、奈須一裕                                                                        |
| #06     | ごめんなさい                                | 岡本学         | 三上喜子       | 池上太郎、國行由里江 佐々木睦美、武本大介                                                             |
| #07     | 海と温泉、ときどき悪霊                      | おざわかずひろ | 土屋浩幸       | 岩田景子、渡邉八惠子、寒川歩 加藤明日美、齋藤雅和、戸田麻衣                                           |
| #08     | ちいさな願い                                | 迫井政行       | 美甘義人       | 中村和久、永吉隆志、中山みゆき                                                                        |
| #09     | ありがとう                                  | おざわかずひろ | おざわかずひろ | 池上太郎、渡邉八惠子、岩田景子 井川典江、奈須一裕、倉谷亮太 相澤秀亮、戸田麻衣                        |
| #10     | 開かれし門                                  | 尾崎隆晴       | 尾崎隆晴       | 中田正彦、中村和久、永吉隆志 平村直紀、寒川歩                                                         |
| #11     | いってきます                                | 川村賢一       | 川村賢一       | 池上太郎、岩田景子、井川典恵 寒川歩、山本善哉、戸田麻衣                                               |
| #12     | 普通がいちばん                              | 迫井政行       | 迫井政行       | 戸田麻衣、中村和久、中田正彦 池上太郎、渡邉八惠子、永吉隆志 井川典恵、平村直紀 中山みゆき、加藤明日美 |
| 特別編  | ゆまちん、まとめました〜何も着てなくて…夏〜 |                |                | |
| #13 OVA | 株式会社ナイツ・バスターズ                  | 島津裕行       | 土屋浩幸       | 戸田麻衣、相澤秀亮、渡邉八惠子 井川典恵                                                               |

## 放送局
| 放送期間                      | 放送時間                     | 放送局     | 対象地域 | 備考                      |
| ----------------------------- | ---------------------------- | ---------- | -------- | ------------------------- |
| 2016年10月4日 - 12月20日      | 火曜 23:00 - 23:30           | TOKYO MX   | 東京都   |                           |
| 2016年10月5日 - 12月21日      | 水曜 0:00 - 0:30（火曜深夜） | KBS京都    | 京都府   | 製作委員会参加            |
|                               |                              | サンテレビ | 兵庫県   |                           |
| 2016年10月6日 - 12月22日      | 木曜 0:30 - 1:00（水曜深夜） | BS11       | 日本全域 | BS放送 / 『ANIME+』枠     |
| 2016年11月9日 - 2017年1月25日 | 水曜 0:00 - 0:30（火曜深夜） | AT-X       | 日本全域 | CS放送 / リピート放送あり |

| 配信期間                                                              | 配信時間           | 配信サイト                                 |
| --------------------------------------------------------------------- | ------------------ | ------------------------------------------ |
| 2016年10月6日 - 12月22日                                              | 木曜 12:00 更新    | バンダイチャンネル                         |
|                                                                       |                    | dアニメストア / U-NEXT アニメ見放題 / Hulu |
| 2016年10月9日 - 12月25日                                              | 日曜 20:30 - 20:56 | AbemaTV 最新TVアニメch                     |
| 2016年10月11日 - 12月27日                                             | 火曜 22:30 - 23:00 | ニコニコ生放送                             |
| 当初は一部の告知物等でLINE LIVEも記載されていたが、それは誤りである。 |                    |                                            |

## 関連商品

### BD
| 巻     | 発売日        | 収録話          | 規格品番  |
| ------ | ------------- | --------------- | --------- |
| Box 壱 | 2017年1月27日 | 第1話 - 第6話   | BCXA-1218 |
| 1      | 2017年1月27日 | 第1話 - 第2話   | BCXA-1212 |
| 2      | 2017年2月24日 | 第3話 - 第4話   | BCXA-1213 |
| 3      | 2017年3月24日 | 第5話 - 第6話   | BCXA-1214 |
| Box 弐 | 2017年4月21日 | 第7話 - 第12話  | BCXA-1219 |
| 4      | 2017年4月21日 | 第7話 - 第8話   | BCXA-1215 |
| 5      | 2017年5月26日 | 第9話 - 第10話  | BCXA-1216 |
| 6      | 2017年6月23日 | 第11話 - 第12話 | BCXA-1217 |

### ファンブック
『月刊少女まとい』のタイトルで3カ月連続刊行。インフィニットショップで販売。

### CD
「装神少女まとい」キャラクターソングミニアルバム
2017年2月8日発売。発売元：ランティス(LACA-15632)

## ラジオ
『諏訪彩花と大空直美の「“送信”少女まとい」ラジオ!!』は、公式YouTubeチャンネルにて2016年8月7日から2017年1月29日まで、日曜日23時に配信されていた番組。9月25日までは不定期のプレ配信で、同年10月2日から12月25日まではKBS京都ラジオでも日曜日22時30分に放送された。パーソナリティーは諏訪彩花と大空直美。
本放送は最終回を除く14回で、YouTube公式チャンネル版のみ、ラジオ本編の間に、皇まとい・草薙ゆまの掛け合いで構成された短編のラジオオリジナルドラマが挿入されていた。
ゲスト（本放送以降）
- 戸松遥（第1・2回）
- 東地宏樹、阿部敦（第3・4回）